# Фердинанд Карл (Австрия-Тирол)
Фердинанд Карл Австрийски (на немски: Ferdinand Karl von Österreich; * 17 май 1628, Инсбрук; † 30 декември 1662, Калдаро сула Страда дел Вино) от фамилията Хабсбурги, е ерцхерцог на Австрия и от 1646 до 1662 г. граф на Тирол.

## Живот
Син е на ерцхерцог Леополд V († 1632) и Клавдия де Медичи († 1648). През 1646 г. той поема управлението от майка си.
Фердинанд Карл се жени на 10 юни 1646 г. за Анна де Медичи (1616 – 1676), дъщеря на чичо му по майчина линия велик херцог Козимо II де  Медичи от Тоскана и Мария Магдалена Австрийска, леля му по бащина линия. Те имат три дъщери:
- Клавдия Фелисита (1653 – 1676), омъжена 1673 г. за император Леополд I (1640 – 1705)
- дъщеря (*/† 1654)
- Мария Магдалена (1656 – 1669)